# Ibrahim Hussein (atleet)
Ibrahim Kipkemboi Hussein (Kapsabet, 3 juni 1958) is een Keniaanse langeafstandsloper, die gespecialiseerd is in de marathon. Hij won enkele grote internationale marathons, zoals driemaal de Boston Marathon en Marathon van Honolulu. Hij nam tweemaal deel aan de Olympische Spelen, maar won hierbij geen medailles.
Hussein  studeerde in het begin van de jaren tachtig aan de Universiteit van Mexico. Hij was als loper actief in het team van de universiteit. Toen hij na zijn studie naar Albuquerque ging, begon hij lange afstanden te trainen. Zijn eerste succes behaalde hij in 1985 met het winnen van de Greifenseelauf. In datzelfde jaar won hij ook voor de eerste keer de marathon van Honolulu. In 1986 werd hij vierde bij de New York City Marathon en een jaar later was hij de eerste Afrikaanse loper die dit evenement won.
In 1988 maakte hij zijn olympisch debuut op de Olympische Spelen van Seoel. In 1992 won hij de Boston Marathon in een persoonlijk record van 2:08.14. Ook nam hij dat jaar deel aan de Olympische Spelen van Barcelona. Met een tijd van 2:19.49 behaalde hij een 37e plaats.
Na zijn sportieve loopbaan werd hij zakenman en trainer in Eldoret.
Hij heeft een jongere broer Mbarak Hussein, die ook aan marathonloper doet.

## Persoonlijk record
| Onderdeel | Prestatie | Datum         | Plaats |
| --------- | --------- | ------------- | ------ |
| marathon  | 2:08.14   | 20 april 1992 | Boston |

## Palmares

### 3000 m
- 1984:  Tampere - 7.51,19

### 5000 m
- 1983:  S&&W Modesto Invitational - 13.53,8
- 1984:  S&&W Modesto Relays - 14.04,8

### 5 km
- 1990: 4e 5 km van Carlsbad - 13.40

### 10 km
- 1983:  Holiday Bowl in San Diego - 29.15
- 1984:  Orange Classic in Middletown - 28.33
- 1984: 4e Heart of San Diego - 29.33
- 1985:  Florida Derby Festival in Hallandale - 28.31
- 1985: 4e Peachtree Road Race in Atlanta - 28.27
- 1987:  Orange Classic in Middletown - 29.45
- 1987:  Asbury Park Classic - 29.07
- 1988:  Orange Classic in Middletown - 29.07
- 1989:  Orange Classic in Middletown - 29.03
- 1989:  Peachtree Road Race in Atlanta - 28.13

### 15 km
- 1985: 5e Cascade Run Off in Portland - 43.40
- 1986:  Cascade Run Off in Portland - 42.43

### 10 Eng. mijl
- 1985: 4e Virginia - 48.14
- 1986:  Trevira Twosome - 47.29

### 20 km
- 1985: 4e Elby's Distance Race in Wheeling - 1:02.47

### halve marathon
- 1992: 5e halve marathon van Tokio - 1:02.10

### marathon
- 1984:  marathon van Albuquerque - 2:20.44
- 1985: 9e marathon van New York - 2:15.55
- 1985:  marathon van Honolulu - 2:12.08
- 1986: 4e marathon van New York - 2:12.51
- 1986:  marathon van Honolulu - 2:11.44
- 1987:  marathon van New York - 2:11.01
- 1987:  marathon van Honolulu - 2:18.26
- 1988:  marathon van Boston - 2:08.43
- 1988: DNF OS in Seoel
- 1989: 4e marathon van Boston - 2:12.41
- 1989:  marathon van Honolulu - 2:14.02
- 1990: 5e Gemenebestspelen in Auckland - 2:13.20
- 1991:  marathon van Boston - 2:11.06
- 1991:  marathon van New York - 2:11.07
- 1992:  marathon van Boston - 2:08.14
- 1992: 37e OS in Barcelona - 2:19.49
- 1992: 13e marathon van Fukuoka - 2:14.50